# تشمنار (مقاطعة دورود)
تشمنار (بالفارسية: چمنار) هي قرية تقع في قسم حشمت‌آباد الريفي (مقاطعة دورود) في إيران. يقدر عدد سكانها بـ 488 نسمة بحسب إحصاء 2016.